# C. Jay Cox
C. Jay Cox (1962) è un regista e sceneggiatore statunitense.

## Filmografia parziale

### Regista e/o sceneggiatore
- Tutta colpa dell'amore (Sweet Home Alabama) (2002) - sceneggiatore
- Latter Days - Inguaribili romantici (Latter Days) (2003) - regista e sceneggiatore
- Kiss the Bride (2007) - regista
- New in Town - Una single in carriera (New in Town) (2009) - sceneggiatore
- To the Mat (2011) - Film TV; sceneggiatore
- Un amore di candidato (The Makeover) (2013) - Film TV; sceneggiatore
- Un amore regale (The Royal We), regia di Clare Niederpruem – film TV (2025); sceneggiatore

### Attore
- Il villaggio delle streghe (The Offspring), regia di Jeff Burr (1987)
- Nightmare Sisters, regia di David DeCoteau (1988)